# Printi
A Printi é uma empresa sediada em Barueri/SP e que opera o site printi.com.br, uma plataforma online de serviços de impressão via internet no mercado brasileiro.
Em dois anos de atuação, a Printi ultrapassou a marca de 30 mil clientes atingidos. Atualmente, são mais de 760 mil.
Em 2015, seus fundadores, o alemão Florian Hagenbuch e o húngaro Mate Pencz entraram para a lista dos 30 under 30 da Forbes.
No mesmo ano, a Printi vendeu parte minoritária do seu capital para a multinacional Cimpress, antiga Vistaprint, empresa referência em venda de materiais impressos pela internet.  A negociação foi um dos pilares para verticalizar o negócio. Com isso, um parque gráfico próprio foi implantado com objetivo de fazer toda a impressão e manufatura.

## História
A Printi foi fundada em 2012 pelos sócios Florian Hagenbuch e Mate Pencz; a empresa recebeu investimentos da Greenoaks Capital, e de alguns investidores-anjo com um aporte de valor total superior à marca de U$ 1 milhão.
Utilizando-se de ferramentas tecnológicas do setor de Web2Print, inicialmente a empresa oferecia impressão de diferentes produtos promocionais, assim como cartão de visita, panfleto, cartaz, brochura e folder, que, conforme as variáveis escolhidas formavam um portfólio com mais de 6 mil permutações de produtos.
Em 2014, a companhia começou a receber investimentos do grupo Cimpress, uma das líderes globais no mercado de impressão personalizada, que oferece uma ampla gama de produtos como cartões de visita, materiais de marketing, roupas customizadas e itens promocionais. No ano de 2015, os sócios entraram para a lista da revista Forbes que seleciona 30 pessoas mais influentes do mundo antes de completarem 30 anos e foram os únicos representantes do Brasil a serem citados na lista daquele ano.
A partir de 2020, inclusive, a gigante americana com sede na Irlanda Cimpress, tornou-se a sua principal acionista, consolidando ainda mais a sua atuação da Printi no mercado global.
Em 2023, a companhia recebeu o certificado de Lugar Incrível para Trabalhar da FIA|FEX  e Hans Lenk assumiu o cargo de CEO, liderando um processo de reestruturação da empresa. Ele demitiu parte da diretoria e executivos, extinguiu diversos setores da empresa durante o ano de 2024, resultando em diversos layoffs . Além disso a Printi realizou um rebranding em parceria com a Meiuca, redesenhando sua identidade visual e reafirmando seu compromisso com o fornecimento de produtos gráficos com a expectativa de faturar R$200 milhões neste novo ano fiscal .

## Operações
Operando com impressão offset, impressão digital, comunicação visual, brindes, adesivos, embalagens e sublimação, para baixa e média tiragens, disponibiliza soluções anteriormente disponíveis apenas para grandes volumes .Com uma estrutura robusta e um parque gráfico de mais de 13.000 m² , conta com uma plataforma one stop shop  (que tem papelaria, editorial, rótulos, adesivos, brindes, embalagens e mais) e uma inteligência artificial própria . 
Atualmente, a empresa atende aproximadamente 760 mil clientes e conta com 443 colaboradores. Em 2023, produziu cerca de 570 mil itens e alcançou 389 milhões de impressões. Para 2024, a expectativa é superar 476 milhões de impressões.

Ainda, a Printi adota práticas sustentáveis e utiliza papel proveniente de manejo florestal responsável, além de manter o selo RA1000.